# Ira Losco
Ira Losco, malteška pevka in tekstopiska * 31. julij 1981, Silema, Malta.
Karierni preboj se je zgodil leta 2002, ko je Malto zastopala na Pesmi Evrovizije 2002 s skladbo " 7th Wonder ", takrat je zasedla drugo mesto, kar je najboljši rezultat Malte do zdaj. Štirinajst let kasneje se je vrnila in spet zastopala Malto na Pesem Evrovizije 2016 s skladbo " Walk on Water ". V finalu je zasedla dvanajsto mesto.

## Kariera
Do danes je Losco nastopala v več kot 15 državah in prejela več kot 20 glasbenih nagrad. Nastopila je pred občinstvom kapacitete med 1.000 in 80.000, pela je tudi skupaj z nekaterimi uglednimi mednarodnimi pevci, kot so Elton John, Katie Melua, Maroon 5, Akon, Mel C, Ronan Keating, Bob Geldof, Tokio Hotel in Gigi D'Alessio.
Losco je kariero začela leta 2002 takrat, ko je zastopala svojo državo na Evroviziji 2002, ki je potekala v Talinu.
Losco je 23. januarja s pesmijo " Walk On Water " zmagala na malteškem nacionalnem izboru za pesem Evrovizije 2016.
Obleko, ki jo je nosila na Evroviziji, je oblikovala Alex Zabotto-Bentley, ki je oblikovala obleke tudi drugim znanim pevcem Lady Gaga, Prince in Kylie Minogue. Da bi povečali možnosti za zmago so na natečaju, proračun drastično povečali, in sicer z 200.000 EUR iz prejšnjega leta na približno 1.500.000 EUR. Nastopila je v prvem polfinalu, 10. maja 2016, in se uvrstila v finale. V finalu, 14. maja 2016, je zasedla 12. mesto od 26 držav.

## Osebno življenje
Maja 2016 je oznanila, da z njenim partnerjem Sean Gravina pričakujeta otroka. Njun sin Harry se je rodil 25. avgusta 2016. 1. decembra 2019 sta se poročila. Junija 2020 sta sporočila, da skupaj z možem in sinom pričakujeta še negega otroka in sicer punčko. Njuna hči Gigi se je rodila 14. novembra 2020.

## Aktivizem
Losco izraža podporo številnim družbenim vzrokom na Malti, vključno s pravicami LGBT in kampanjami nasilja nad najstniki. Leta 2014 je bila nominirana za prvo nagrado skupnosti LGBT, ki jo je organiziralo Malta Gay Movement. Losco je med tekmovanjem za Pesem Evrovizije 2016 v Stockholmu organizirala LGBT prijazno zabavo.